# Ключ 51
Ключ 51 (трад. и упр. 干) — ключ Канси со значением «сухой»; один из 34, состоящих из трёх штрихов.
В словаре Канси всего 9 символов (из 49 030), которые можно найти c этим радикалом.

## История
Древняя идеограмма изображала щит воина, используемый для защиты при боевых действиях. Несмотря на это официальное название символа, принятое консорциумом Юникода является "сухой" (kangxi radical dry).
В современном языке иероглиф используется в значениях: «щит, щиток (род мишени), шест, жердь, древко (флага)», а также «вмешиваться, вторгаться, затрагивать, преступать, нарушать» и др.
В качестве ключевого знака иероглиф используется редко.

Вид в Цзиньвэнь
Вид в Цзягувэнь
Вид в Цзянбо
Вид в большой печати Чжуаньшу
Вид в малой печати Чжуаньшу

В словарях находится под номером 51.

## Значение
1. Обозначает щиты и мишени.
2. Нарушать, правонарушение.
3. Участие, вовлечение, вмешиваться, вторгаться.
4. Поиск.
5. Шест, жердь, древко (флага).

## Варианты прочтения
- кит. 干, пиньинь gān, гань.
- яп. かん, kan, кан.
- кор. 방패 banpae, банпэ?, 간 gan, гань?.

## Примеры иероглифов
| Доп. штрихи | Иероглифы |
| ----------- | --------- |
| 0           | 干        |
| 2           | 平        |
| 3           | 年 幵     |
| 5           | 并 幷 幸  |
| 6           | 𢆕        |
| 7           | 𢆘        |
| 10          | 幹 𢆠     |
| 12          | 𢆥        |
| 13          | 𢆧 𢆨     |
| 15          | 𢆪        |
| 16          | 𢆫        |
| 18          | 𢆭        |

- Примечание: Ваш браузер может отображать иероглифы неправильно.